# 阿尔孔塞
阿尔孔塞（法語：Arconcey，法語發音：[aʁkɔ̃sɛ]）是法国科多尔省的一个市镇，属于博讷区。

## 地理
阿尔孔塞（47°13'7"N, 4°27'19"E）面积15.06 平方千米，位于法国勃艮第-弗朗什-孔泰大區科多尔省，该省份为法国中东部省份，北起奥布省，西接涅夫勒省和约讷省，南至索恩-卢瓦尔省，东南接汝拉省，东临上索恩省，东北部与上马恩省接壤。
与阿尔孔塞接壤的市镇（或旧市镇、城区）包括：阿尔芒松河畔沙伊、阿勒雷、伯雷博盖、沙泰勒诺、克洛莫。

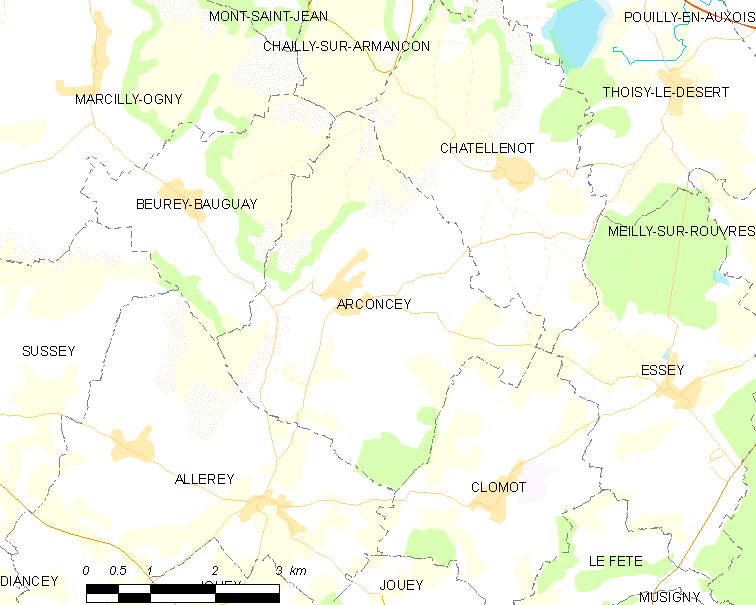
阿尔孔塞的OSM定位图

阿尔孔塞的时区为UTC+01:00、UTC+02:00（夏令时）。

## 行政
阿尔孔塞的邮政编码为21320，INSEE市镇编码为21020。

## 政治
阿尔孔塞所属的省级选区为阿尔奈勒迪克县。

## 人口

1962-2008年间阿尔孔塞人口变化图示

阿尔孔塞于2022年1月1日时的人口数量为218人。